# فیلیپه دی سوزا کامپوس
فیلیپه دی سوزا کامپوس (به پرتغالی: Felipe Souza Campos) هافبک اهل برزیل است که در شهر Jacareí، ایالت سائوپائولو و در تاریخ ۲۴ مهٔ ۱۹۸۱ به دنیا آمده‌است.
فیلیپه دی سوزا کامپوس در تیم‌های فوتبال CFZ do Rio سابقهٔ حضور دارد.